# Lausanne LUCAF Owls 2022
Questa voce raccoglie le informazioni riguardanti i Lausanne LUCAF Owls nelle competizioni ufficiali della stagione 2022.

## Lega C 2022

### Stagione regolare
| Chavannes-près-Renens 26 marzo 2022, ore 15:00 1ª giornata | Lausanne LUCAF Owls | 0 – 32 referto | Lugano Rebels | Centre Sportif\| Arbitro: \| Ducommun \| |
| Arbitro:                                                   | Ducommun            |                |               |                                          |

| Morges 16 aprile 2022, ore 16:00 4ª giornata | Lausanne LUCAF Owls | 7 – 0 referto | Glarus Orks | Parc des Sports\| Arbitro: \| Gerber \| |
| Arbitro:                                     | Gerber              |               |             |                                         |

| Neuchâtel 23 aprile 2022, ore 18:00 5ª giornata | Neuchâtel Knights | 12 – 5 referto | Lausanne LUCAF Owls | Terrain du Chanet\| Arbitro: \| Schwarz \| |
| Arbitro:                                        | Schwarz           |                |                     |                                            |

| Niederbipp 14 maggio 2022, ore 18:00 8ª giornata | Niederbipp Ducks | 14 – 15 referto | Lausanne LUCAF Owls | Sportplatz Lehnfluh\| Arbitro: \| Gerber \| |
| Arbitro:                                         | Gerber           |                 |                     |                                             |

| Chavannes-près-Renens 21 maggio 2022, ore 15:00 9ª giornata | Lausanne LUCAF Owls | 0 – 32 referto | Schaffhausen Sharks | Centre Sportif\| Arbitro: \| Schwarz \| |
| Arbitro:                                                    | Schwarz             |                |                     |                                         |

| Witikon 29 maggio 2022, ore 14:30 10ª giornata | Zurich State Spartans | 6 – 13 referto | Lausanne LUCAF Owls | Sportplatz Looren\| Arbitro: \| Birnbaum \| |
| Arbitro:                                       | Birnbaum              |                |                     |                                             |

| Chavannes-près-Renens 5 giugno 2022, ore 14:00 11ª giornata | Lausanne LUCAF Owls | 50 – 0 (a tavolino) referto | Zofingen Cheetahs | Centre Sportif |

| Chavannes-près-Renens 12 giugno 2022, ore 14:00 12ª giornata | Lausanne LUCAF Owls | 0 – 50 (a tavolino) referto | Morges Bandits | Centre Sportif |

| Langenthal 18 giugno 2022, ore 18:00 13ª giornata | Langenthal Invaders | 28 – 19 referto | Lausanne LUCAF Owls | Stadion Hard\| Arbitro: \| Jordan \| |
| Arbitro:                                          | Jordan              |                 |                     |                                      |

| Emmen 26 giugno 2022, ore 14:00 14ª giornata | Emmen Dragons | 25 – 19 referto | Lausanne LUCAF Owls | Sportplatz Gersag\| Arbitro: \| M. Meier \| |
| Arbitro:                                     | M. Meier      |                 |                     |                                             |

## Statistiche di squadra
| Competizione      | %Vittorie | In casa | In casa | In casa | In casa | In casa | In casa | In trasferta | In trasferta | In trasferta | In trasferta | In trasferta | In trasferta | Totale | Totale | Totale | Totale | Totale | Totale |
| Competizione      | %Vittorie | G       | V       | N       | P       | Pf      | Ps      | G            | V            | N            | P            | Pf           | Ps           | G      | V      | N      | P      | Pf     | Ps     |
| ----------------- | --------- | ------- | ------- | ------- | ------- | ------- | ------- | ------------ | ------------ | ------------ | ------------ | ------------ | ------------ | ------ | ------ | ------ | ------ | ------ | ------ |
| Stagione regolare | .400      | 5       | 2       | 0       | 3       | 57      | 114     | 5            | 2            | 0            | 3            | 71           | 85           | 10     | 4      | 0      | 6      | 128    | 199    |
| Totale            | .400      | 5       | 2       | 0       | 3       | 57      | 114     | 5            | 2            | 0            | 3            | 71           | 85           | 10     | 4      | 0      | 6      | 128    | 199    |